# Tỉnh trưởng (Pháp)

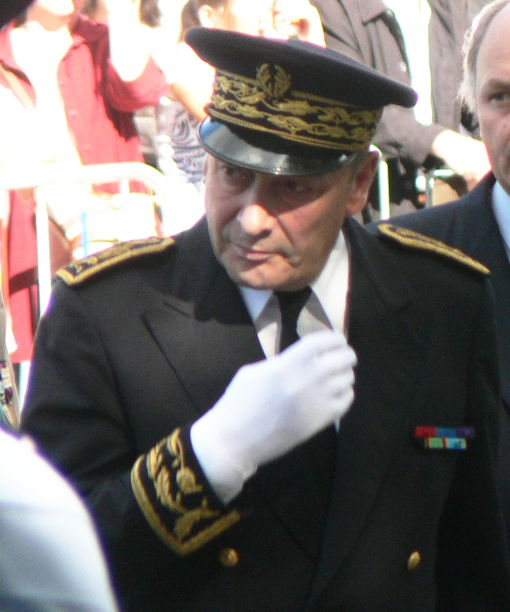
Một tỉnh trưởng với đồng phục

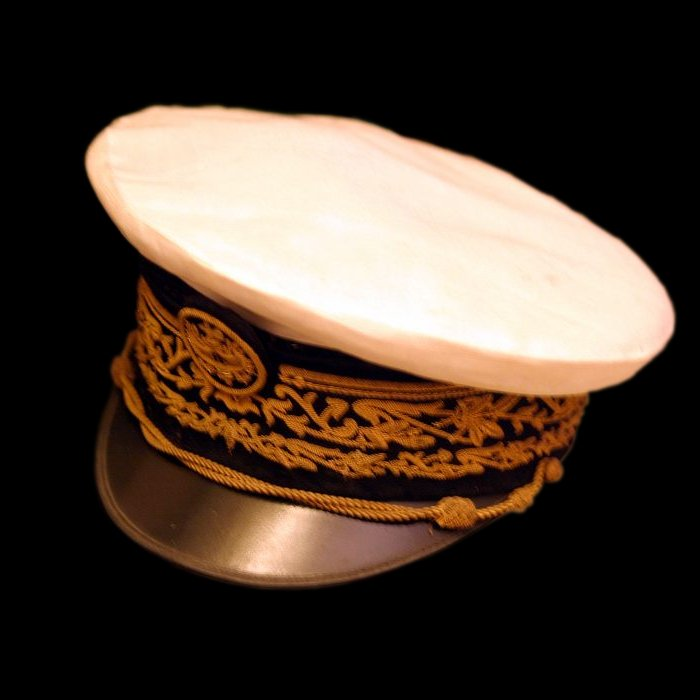
Mũ đồng phục của một tỉnh trưởng Pháp trong thời Chiến tranh thế giới thứ hai

Tỉnh trưởng hay thủ hiến (tiếng Pháp: préfet) tại Pháp là một người đại diện chính phủ trung ương tại một tỉnh của Pháp (tỉnh trưởng) hay một vùng hành chính của Pháp (thủ hiến) theo thứ tự vừa kể. Quận trưởng (tiếng Pháp: sous-préfets) có trách nhiệm tương tự cho phân cấp hành chính dưới tỉnh là quận. Văn phòng của một vị tỉnh trưởng hay thủ hiến được gọi là préfecture và của quận trưởng được gọi là sous-préfecture.
Các tỉnh trưởng và thủ hiến được lệnh bổ nhiệm của tổng thống Pháp tại Hội đồng bộ trưởng sau khi được Thủ tướng Pháp và Bộ Nội vụ Pháp đề cử. Các tỉnh trưởng và thủ hiến phục vụ theo ý của chính phủ trung ương và có thể bị thay thế tại bất cứ cuộc họp nào của hội đồng bộ trưởng.
Từ năm 1982 đến 1988, các tỉnh trưởng và thủ hiến được gọi là commissaires de la République (các ủy viên của Cộng hòa).

## Thủ hiến
Tỉnh trưởng của một tỉnh có thủ phủ của một vùng hành chính thì kiêm nhiệm chức vụ thủ hiến của vùng đó.

## Vai trò
Vai trò chính của các tỉnh trưởng và thủ hiến được định nghĩa trong Điều khoản 72 trong Hiến pháp Pháp:
Tại các chính quyền địa phương của Cộng hòa, đại diện của nhà nước đảm nhiệm về các lợi ích quốc gia, về sự kiểm tra hành chính, và về sự phục tùng luật pháp.
Vai trò và quyền hạn chính xác của họ được định nghĩa trong các lệnh hành pháp, đặc biệt là các lệnh hành pháp năm 1964, 1982, 2004, mỗi lệnh thay thế lệnh trước đó.
Các tỉnh trưởng và thủ hiến nằm dưới sự quản lý của Bộ Nội vụ Pháp. Sứ mệnh chính của họ bao gồm.
- Đại diện nhà nước tại cấp chính quyền địa phương;
- An ninh
  - Điều hợp lực lượng cảnh sát và hiến binh pháp;
  - Xử lý các cuộc khủng hoảng lớn;
  - Tiến trình phòng vệ khẩn cấp;
- An toàn
  - Quyết định trong việc di tản khu vực sắp có thiên tai; tổ chức hoạt động cứu trợ;
- Có trách nhiệm về các giấy tờ chính thức như
  - Cấp phát giấy tờ nhận dạng cá nhân trong đó có thẻ căn cước và hộ chiếu;
  - Cấp phát bằng lái xe và thu hồi hành chính trong trường hợp người giữ bằng lái phạm luật nào đó;
  - Áp dụng luật lệ di trú;
- Giám sát sự tuân thủ pháp lý: các viên chức làm việc cho tỉnh trưởng sẽ xác minh tính hợp pháp của các quyết định mà chính quyền địa phương đưa ra và đệ trình các trường hợp nghi vấn lên tòa án hành chính hay tòa án kiểm toán tài chính.

Tỉnh trưởng có thể ra sắc lệnh hành chính trong các lĩnh vực nằm trong phạm vi quyền lực của chính phủ quốc gia trong đó gồm có sự an toàn chung. Ví dụ như tỉnh trưởng có thể nghiêm cấm người lái xe sử dụng một vài con lộ nào đó nếu như xe của họ không có loại vỏ xe đặc biệt vào lúc có tuyết rơi. Nghiêm cấm hút thuốc hay không tắc máy xe trong lúc đổ xăng là một ví dụ khác về việc ban hành sắc lệnh hành chính của một vị tỉnh trưởng.
Trong các dịp chính thức, tỉnh trưởng luôn mặt đồng phục.

## Các trường hợp đặc biệt
- Tại Nouvelle-Calédonie và Polynésie thuộc Pháp, vai trò của tỉnh trưởng, có một số khác biệt nào đó về địa vị, được một vị cao ủy đảm nhiệm; tại Wallis và Futuna do một hành chính viên tối cao đảm nhiệm.
- Các lãnh thổ Nam Cực thuộc Pháp từng được một hành chính viên tối cao điều hành nhưng kể từ năm 2004 được điều hành bởi một tỉnh trưởng. Tuy nhiên vị tỉnh trưởng của nó không có sở lỵ tại các lãnh thổ này mà ở tại Réunion.
- Vì thành phố Paris cũng là một tỉnh nên ngoại lệ. Tuy nó có một tỉnh trưởng, người cũng đảm trách vai trò thủ hiến vùng île-de-France nhưng có một tỉnh trưởng khác lo về lực lượng thi hành luật pháp tại Paris và một vài khu vực lân cận cũng như nhiều trọng trách hành chính khác: Sở cảnh sát quốc gia. Tại Paris, quyền lực thi hành luật pháp nằm trong tay Sở Cảnh sát Quốc gia Pháp chớ không phải trong tay thị trưởng Paris như các thành phố và xã khác.